# IND Rockaway Line
A Linha de Rockaway (IND), em inglês:  IND Rockaway Line é uma das linhas de trânsito rápido do metrô de Nova Iorque. Foi inaugurada em 28 de junho de 1956 (68 anos). Esta linha é uma secção da rede ferroviária que é operada pelo IND (em inglês:  Independent Subway System), que é uma subdivisão da Divisão B do Metrô de Nova Iorque.